# DirecTV
DirecTV  est un service de télévision par satellite. L'entreprise est domiciliée à El Segundo, à Los Angeles en Californie et a commencé ses opérations le 17 juin 1994. Après avoir fait partie du groupe General Motors jusqu'au milieu des années 2000, DirecTV appartient aujourd'hui à The DIRECTV Group.
DirecTV est disponible à tous les résidents des États-Unis, Canada, Amérique latine et certaines régions d'Asie et d'Europe. Le service compte 18 millions d'abonnés en Amérique latine et aux États-Unis.
DirecTV a son propre réseau appelé Audience Network disponible uniquement aux abonnés de DirecTV aux États-Unis ou en Amérique latine. DirecTV est également titulaire des droits exclusifs de diffuser les canaux : NFL Sunday Ticket, NASCAR Hot Pass, "DirecTV Experience", tournois de golf et les tournois de tennis du Grand Chelem.
Avant 2014, le titre était coté NASDAQ sous le code DTV.

## Historique

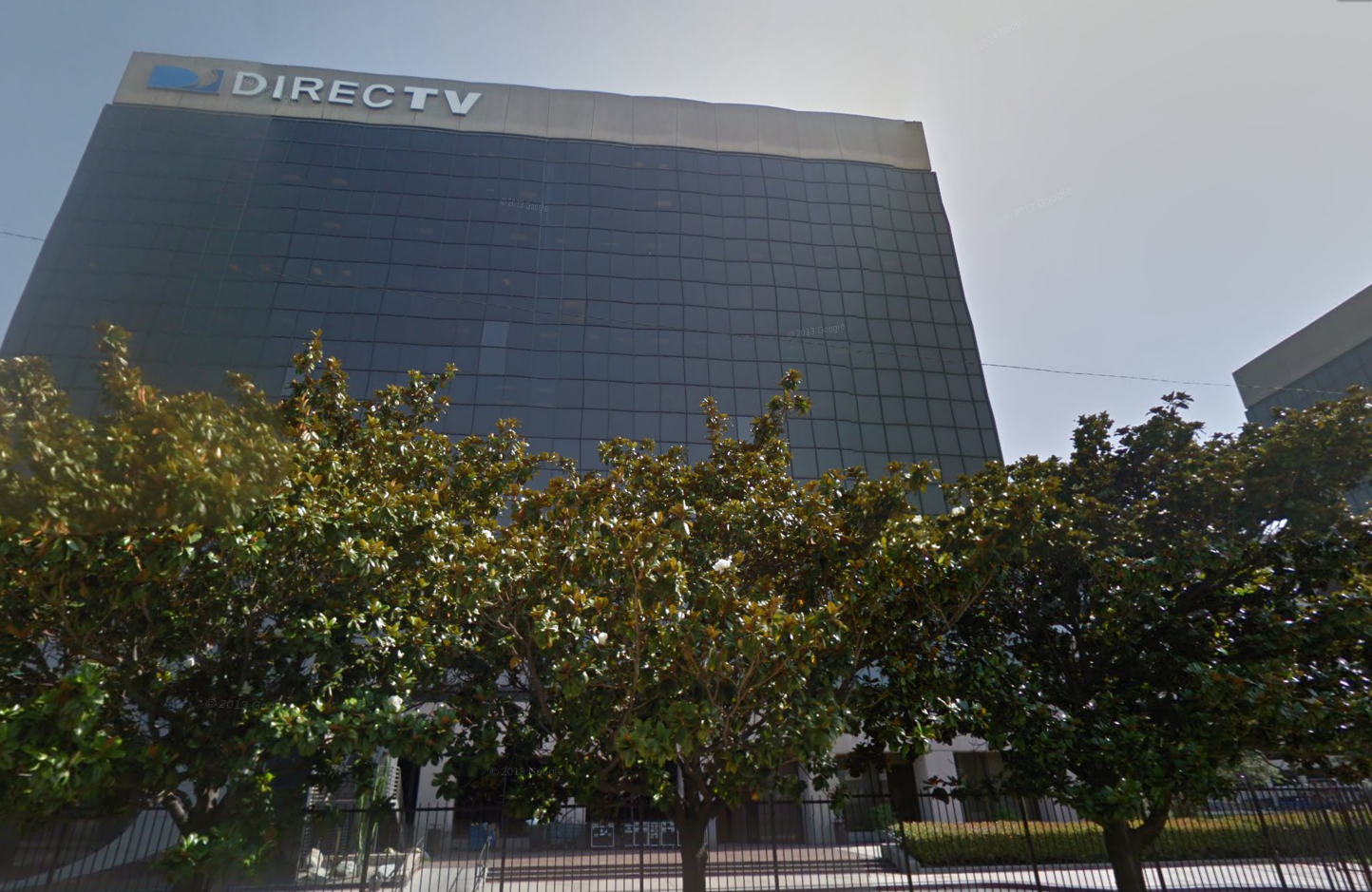
quartier général de DirecTV

Le 18 mai 2014, AT&T annonce son intention de racheter DirecTV pour un montant de 48.5 milliards de dollars. Le 19 décembre 2014, Disney et DirecTV annoncent poursuivre leurs négociations sur le contrat de diffusion décennal arrivé à échéance le 30 septembre tandis que Fox et DirecTV sont parvenus à un accord,. Le 23 décembre 2014, Disney et DirecTV parviennent à un accord ajoutant les services de vidéo à la demande Watch ABC-Watch Disney-WatchESPN et les dernières chaînes du groupe Disney comme Fusion, Longhorn Network ou SEC Network,.